# Alfréd Mrůzek
Alfréd Mrůzek (18. prosince 1911 Pitrov, dnes Soběšovice – 5. ledna 1997) byl český voják, veterán druhé světové války. V československé zahraniční armádě dosáhl hodnosti rotmistra.

## Život

### Mládí
Byl synem hostinského v Pitrově (dnes část Soběšovic) Bernarda Mrůzka a jeho manželky Johanny, rozené Tomanové. Měl staršího bratra Bernarda, do školy chodili společně v rodných Soběšovicích.
Před odchodem do emigrace byl ženat, manželka Božena pocházela z Berouna. V době odchodu již byl členem KSČ.

### Za druhé světové války
V srpnu 1939 opustil Protektorát a odešel do Polska. Po napadení Polska Německem ustoupil s polskou armádou do Rumunska, odkud byl na vlastní žádost vyhoštěn do Sovětského svazu.
Po příchodu do Sovětského svazu před nástupem do československé jednotky byl za překročení hranic odsouzen k třem letům odnětí svobody a internován v táboře organizovaném GULag, který přežil díky pobytu v nemocnici. (Podle vlastní charakteristiky prostředí pracoval ve zbrojovce v Mednogorsku v Orelské oblasti.)
Do československé jednotky byl odveden 25. 5. 1942 v Buzuluku pod kmenovým číslem 771/m a 593/R. Byl součástí protitankové jednotky v bitvě u Sokolova.
V březnu 1945 byl v rámci hloubkového průzkumu Rudé armády vysazen jako zástupce velitele sedmičlenné parašutistické skupiny Uragán do prostoru Brd. Odsud se skupina přesunula do lánských lesů, kde vykonávala zpravodajskou činnost. Část skupiny pod Mrůzkovým vedením se zúčastnila bojů na barikádách v průběhu Pražského povstání.

### Po válce
Od 30. listopadu 1945 do 30. července 1946 byl v hodnosti poručíka osvětovým důstojníkem Hradní stráže.
Zúčastňoval se, jako válečný veterán 2. světové války, připomínkových akcí.

## Dílo
Alfréd Mrůzek napsal s Jindřichem Drebotou vzpomínkovou knihu Síla lásky, která vyšla v roce 1984 v nakladatelství Naše vojsko. Líčí v ní období od opuštění Protektorátu v srpnu 1939 do Pražského povstání v květnu 1945.